# 单花灯心草
单花灯心草（学名：Juncus perparvus）是灯心草科灯心草属的植物，为中国的特有植物。分布于中国大陆的青海、云南、吉林等地，生长于海拔1,800米至4,100米的地区，多生在山沟林下、高山草地以及岩石上，目前尚未由人工引种栽培。